# O iubire în Germania
O iubire în Germania este un film din 1983 regizat de Andrzej Wajda.